# Cléber Eduardo Arado
Cléber Eduardo Arado (11 de octubre de 1972-2 de enero de 2021) fue un futbolista brasileño que se desempeñaba como delantero. Jugó para clubes como el Mogi Mirim, Kyoto Purple Sanga, Coritiba, Mérida, Atlético Paranaense, Portuguesa, Guarani, Avaí, Paulista y Ceará.

## Trayectoria

### Clubes
| Club                | País   | Año       |
| ------------------- | ------ | --------- |
| América             | Brasil | 1992-1994 |
| Mogi Mirim          | Brasil | 1995      |
| Kyoto Purple Sanga  | Japón  | 1996      |
| Coritiba            | Brasil | 1997      |
| Mérida              | España | 1997      |
| Atlético Paranaense | Brasil | 1998      |
| Coritiba            | Brasil | 1998-2000 |
| Portuguesa          | Brasil | 2000-2001 |
| Guarani             | Brasil | 2001      |
| Avaí                | Brasil | 2001      |
| Paulista            | Brasil | 2002      |
| Ceará               | Brasil | 2002-2004 |